# إساك بيسيرا
إساك بيسيرا (بالإسبانية: Isaac Becerra Alguacil) (18 يونيو 1988 ببادالونا في إسبانيا - ) هو لاعب كرة قدم إسباني في مركز حراسة المرمى. شارك مع منتخب إسبانيا تحت 19 سنة لكرة القدم. أما مع النوادي، فقد لعب مع إسبانيول وريال مدريد كاستيا ونادي بانيونيوس ونادي جيرونا وإسبانيول ب.

## وصلات خارجية
- إساك بيسيرا على موقع إي إس بي إن إف سي (الإنجليزية)
- إساك بيسيرا على موقع قاعدة بيانات كرة القدم.إي يو (الإنجليزية)
- إساك بيسيرا على موقع Soccerbase.com (لاعب) (الإنجليزية)
- إساك بيسيرا على موقع Soccerway.com (الإنجليزية)
- إساك بيسيرا على موقع عالم كرة القدم.نت (الإنجليزية)
- إساك بيسيرا على موقع AS.com (الإسبانية)